# Svatý Jan nad Malší
Svatý Jan nad Malší (německy Johannesberg) je obec v okrese České Budějovice v Jihočeském kraji, etnograficky náleží Doudlebsku. Nachází se na severu Novohradského podhůří v nadmořské výšce 614 metrů na temeni kopce Stráž (vrchol 631 metrů je severovýchodně od centra obce) a je tak nejvýše položenou obcí v okrese České Budějovice. Žije zde 632 obyvatel.

## Historie
Až do počátku 18. století se v místech nynější vsi Svatý Jan prostíralo jen pusté návrší zvané Ločenická hora. Roku 1732 se zde údajně velešínskému faráři Riezenschopferovi zjevilo pět zářících hvězd, což dotyčný pokládal za znamení svatého Jana Nepomuckého a nechal na místě postavit kapli, věnovanou tomuto světci. Kaple byla vysvěcena roku 1735 a postupem času se stala oblíbeným poutním místem, kolem něhož se začali usazovat obyvatelé. Na přelomu sedmdesátých a osmdesátých let osmnáctého století byla kaple přestavěna na kostel s ambity. V letech 1787 až 1789 přibyla škola a fara. V polovině 19. století čítala ves kolem 70 domů a 500 obyvatel české národnosti. V roce 1895 se v okolí Svatého Jana konalo velké vojenské cvičení za účasti císaře Františka Josefa I. Název vsi se v průběhu doby různil: Svatojanské hory, Hory Svatojanské, Svatý Jan, do nynější podoby byl úředně stanoven roku 1924.
V roce 1997 získala obec první místo ve třetím ročníku soutěže o titul Vesnice roku.. V roce 2018 vesnice vyhrála jihočeské kolo soutěže Vesnice roku 2018.

## Obyvatelstvo
| Rok            | 1869  | 1880  | 1890  | 1900  | 1910 | 1921  | 1930 | 1950 | 1961 | 1970 | 1980 | 1991 | 2001 | 2011 | 2021 |
| -------------- | ----- | ----- | ----- | ----- | ---- | ----- | ---- | ---- | ---- | ---- | ---- | ---- | ---- | ---- | ---- |
| Počet obyvatel | 1 001 | 1 051 | 1 015 | 1 010 | 988  | 1 039 | 870  | 573  | 635  | 562  | 464  | 358  | 375  | 532  | 577  |
| Počet domů     | 135   | 166   | 142   | 144   | 143  | 151   | 176  | 201  | 167  | 149  | 133  | 165  | 199  | 232  | 268  |

## Obecní správa
Mezi lety 1850–1914 Svatý Jan nad Malší patřil jako část obce k Ločenicím v okrese České Budějovice (v letech 1850–1910 Budějovice). Od 16. dubna 1914 je obcí v okrese České Budějovice (1914–1930), posléze v okrese Kaplice (1950) a později opět v okrese České Budějovice.

### Části obce
Obec Svatý Jan nad Malší se skládá ze tří částí na třech katastrálních územích.
- Chlum (k. ú. Chlum nad Malší)
- Sedlce (i název k. ú.)
- Svatý Jan nad Malší (i název k. ú.)

K obci náleží další dvě sídla, která jsou vedena jako ZSJ: Hrachovy Hory a Úlehle-Zahrádky, obě v k. ú. Sedlce.

### Obecní symboly
Znak a vlajka byly obci uděleny rozhodnutím předsedy Poslanecké sněmovny Parlamentu České republiky dne 4. června 1998.

## Pamětihodnosti
- Poutní kostel svatého Jana Nepomuckého, jednolodní barokní stavba s trojboce zakončeným presbytářem, hranolovou věží v západním průčelí a sakristií v ose kostela na východním konci je kulturní památkou.
- Usedlosti čp. 31, 32, 47 a 72 – kulturní památky
- Socha svatého Jana Nepomuckého z roku 1873, kterou financoval Jan Nepomuk Vrzal-Šimek a vytesal Jan Kadlec z Trhových Svinů[10]
- Křížek západně od vsi
- Lípa s nápisem Lípu zasadil dne 6. dubna 2000 Prezident České republiky Václav Havel s manželkou Dagmar Havlovou
- Třešňová alej směrem na Velešín[11]

Muzeum loutek a stálá expozice obce (dům kde je obecní knihovna)

## Osobnosti
- Jan Čermák (1911–1987), plukovník letectva, velitel 312. peruti RAF a 134. Airfieldu (letiště) RAF
- Bohumil Klein (1898–1939), plukovník generálního štábu in memoriam, účastník českého odboje
- Radomír Klein Jánský (1928–2008), profesor lingvistiky a srovnávacích společenských věd, publicista, literát
- Renata Zachová (* 2000), judistka, juniorská Mistryně Evropy z roku 2020, dvojnásobná seniorská Mistryně Evropy (2024 a 2025)

## Fotogalerie

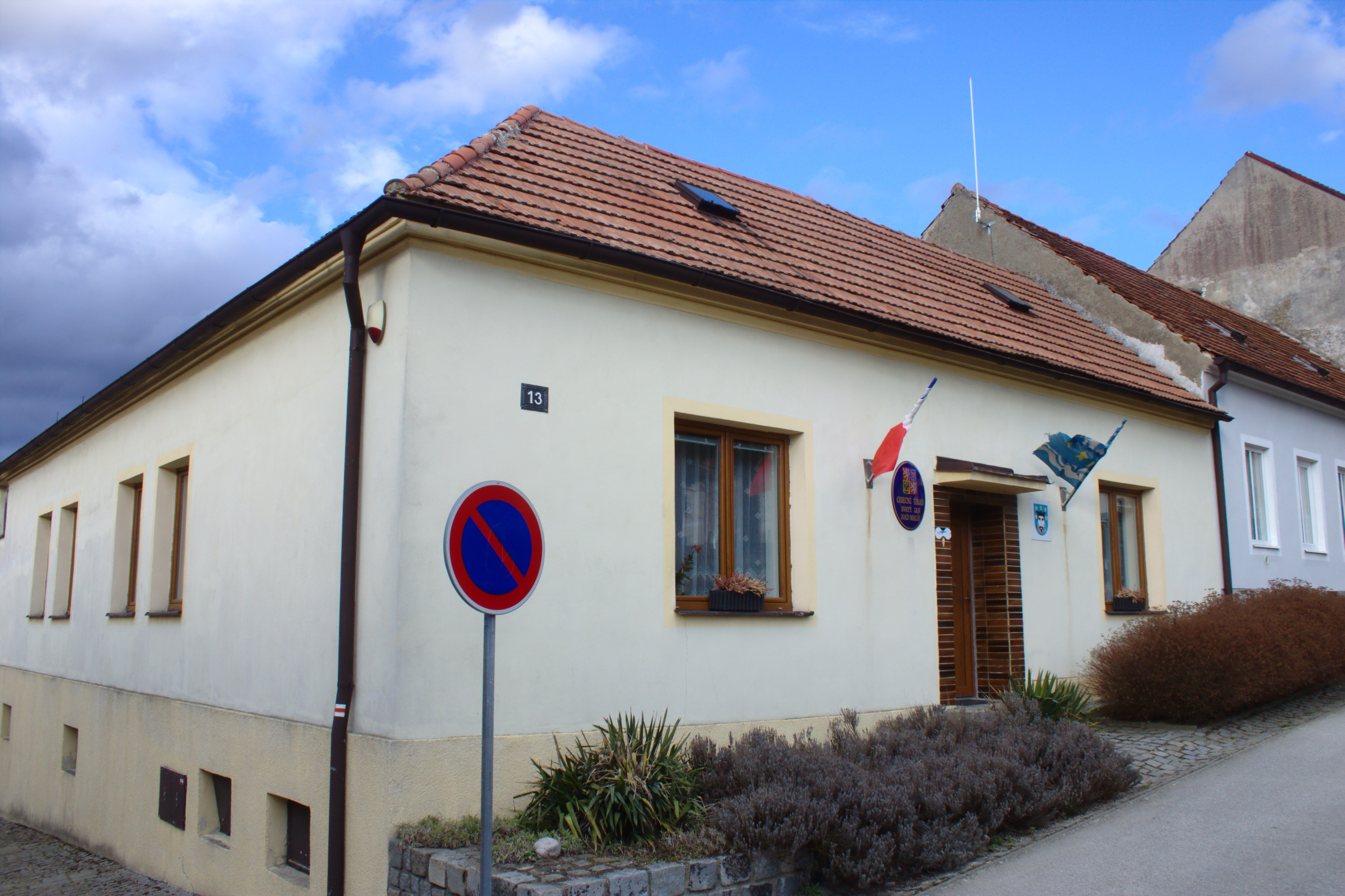
Obecní úřad
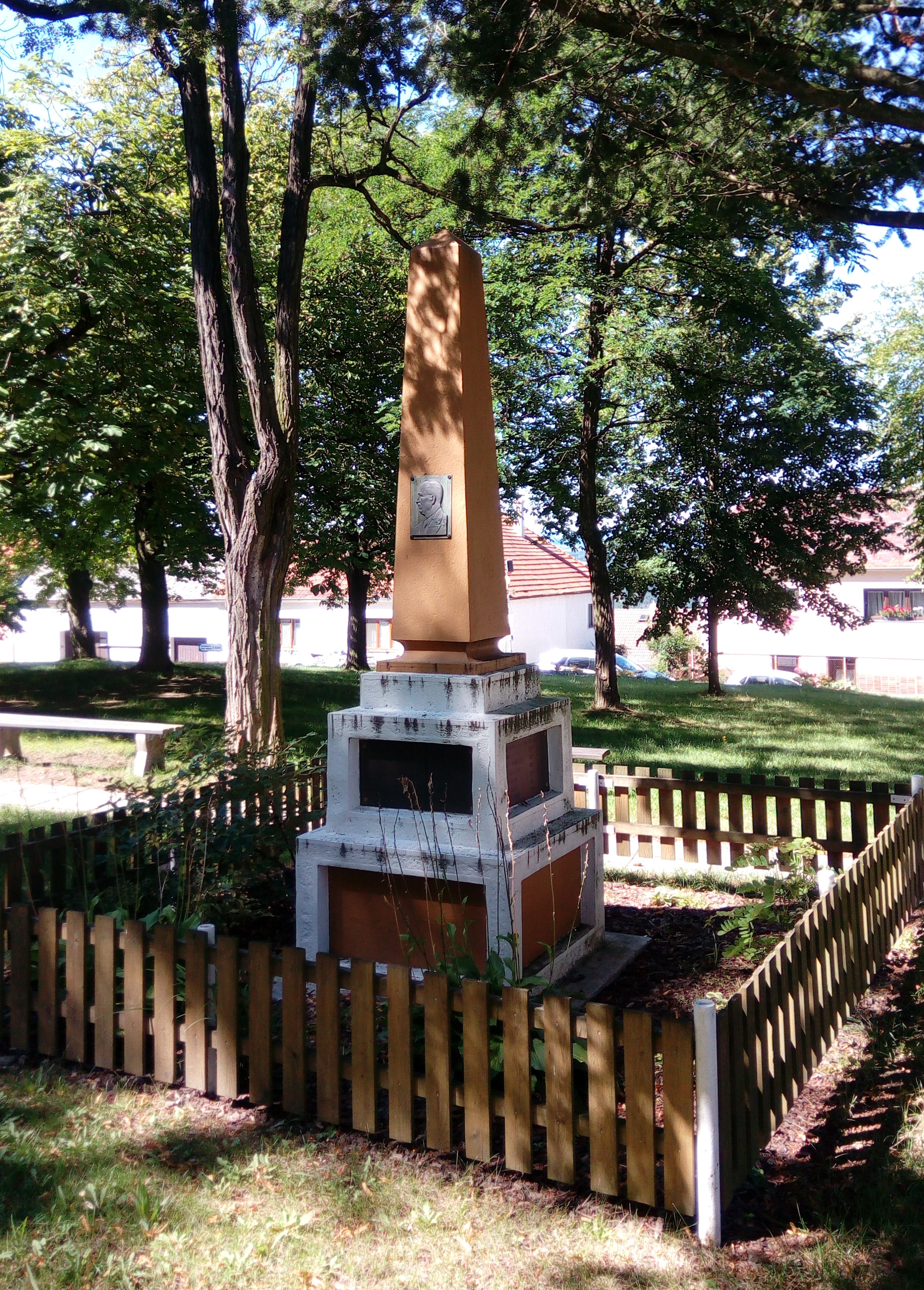
Pomník obětem první světové války
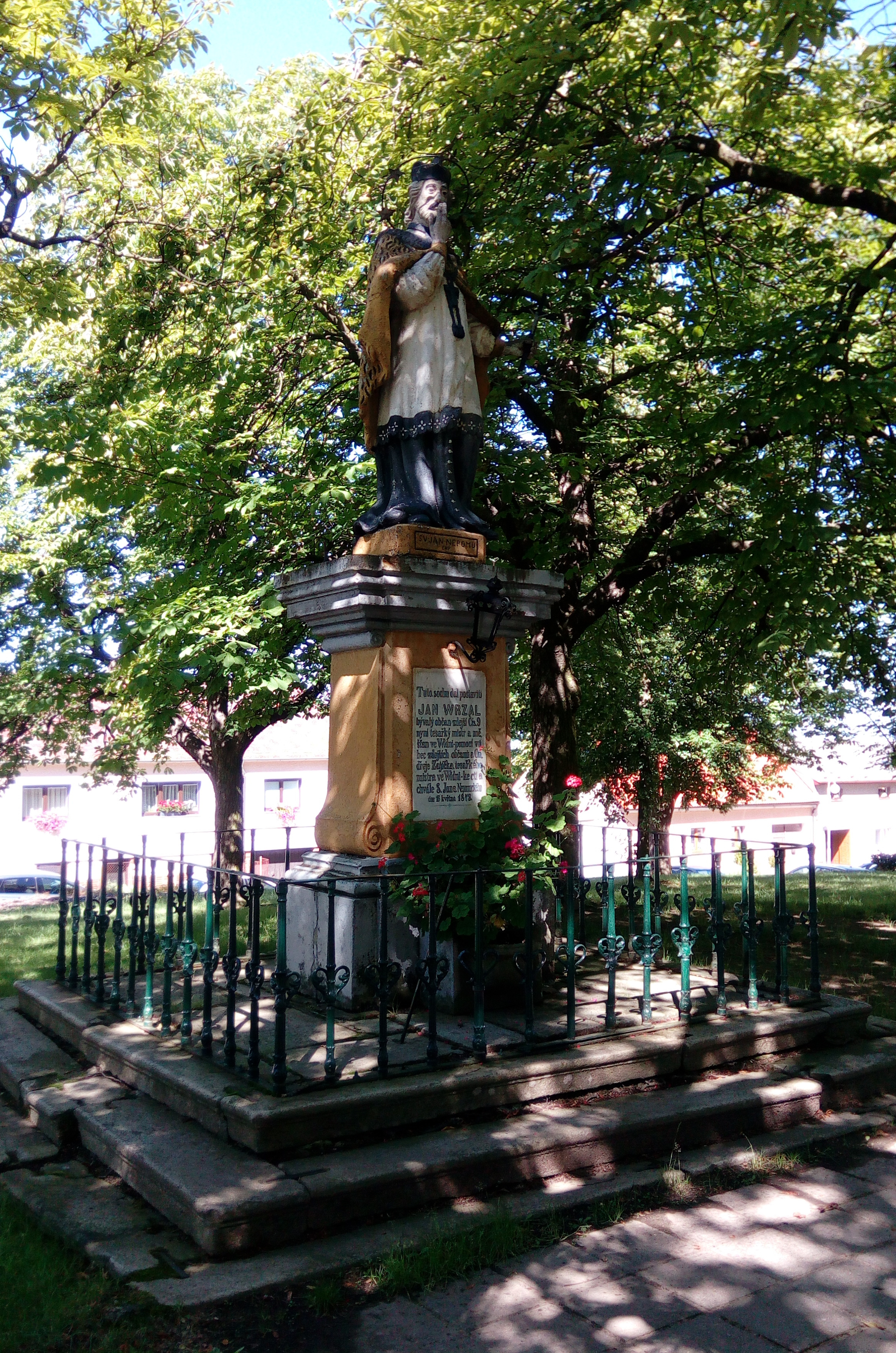
Socha svatého Jana Nepomuckého
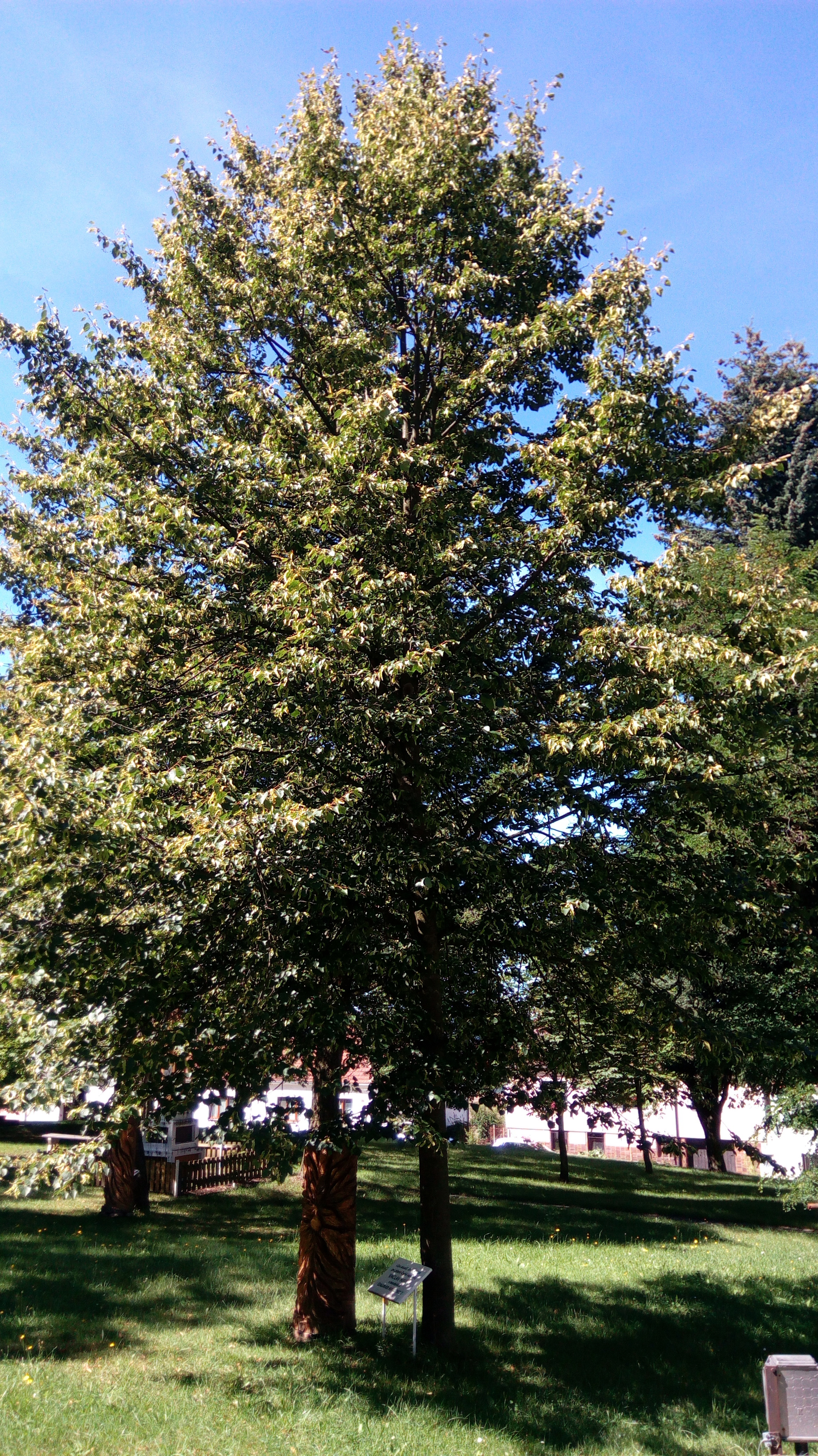
Lípa zasazená Václavem Havlem
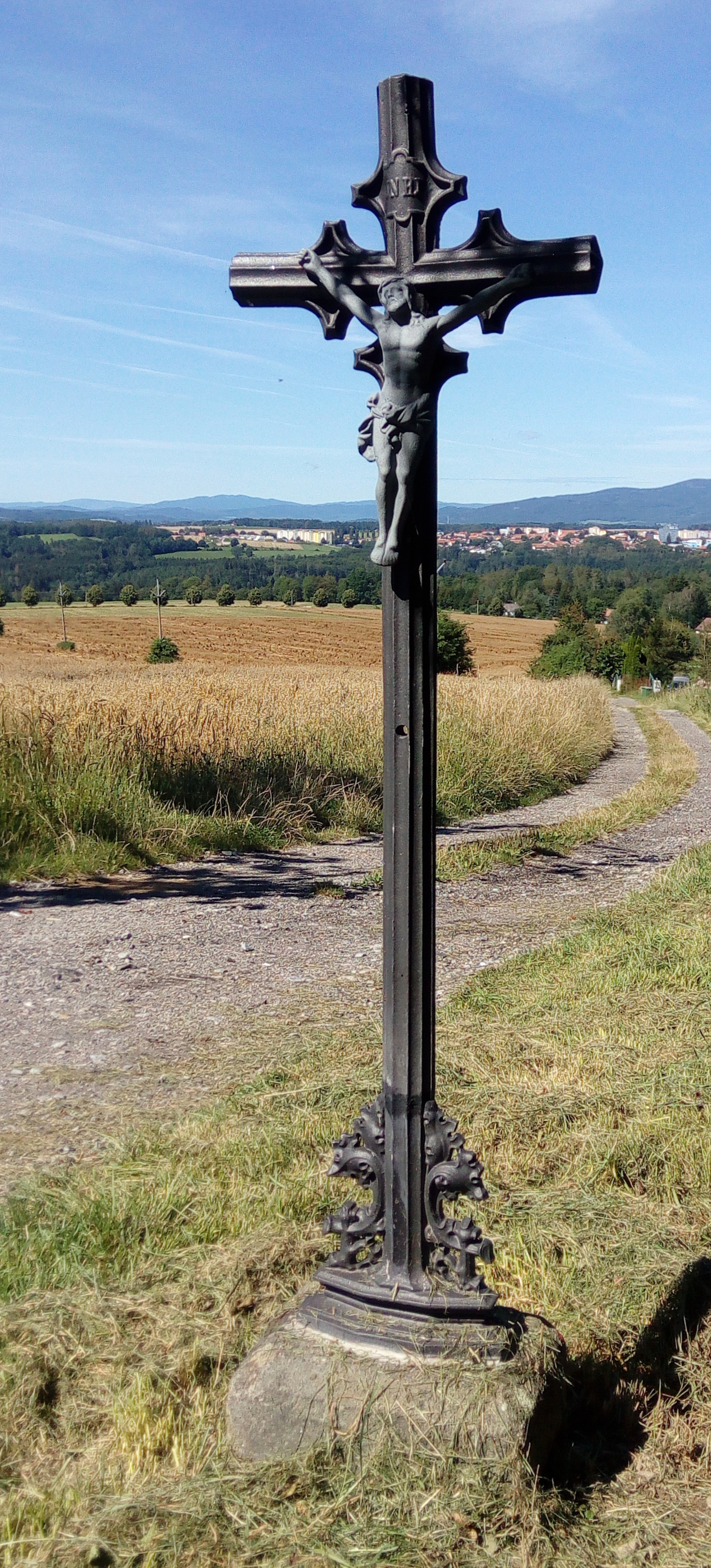
Křížek západně od vsi
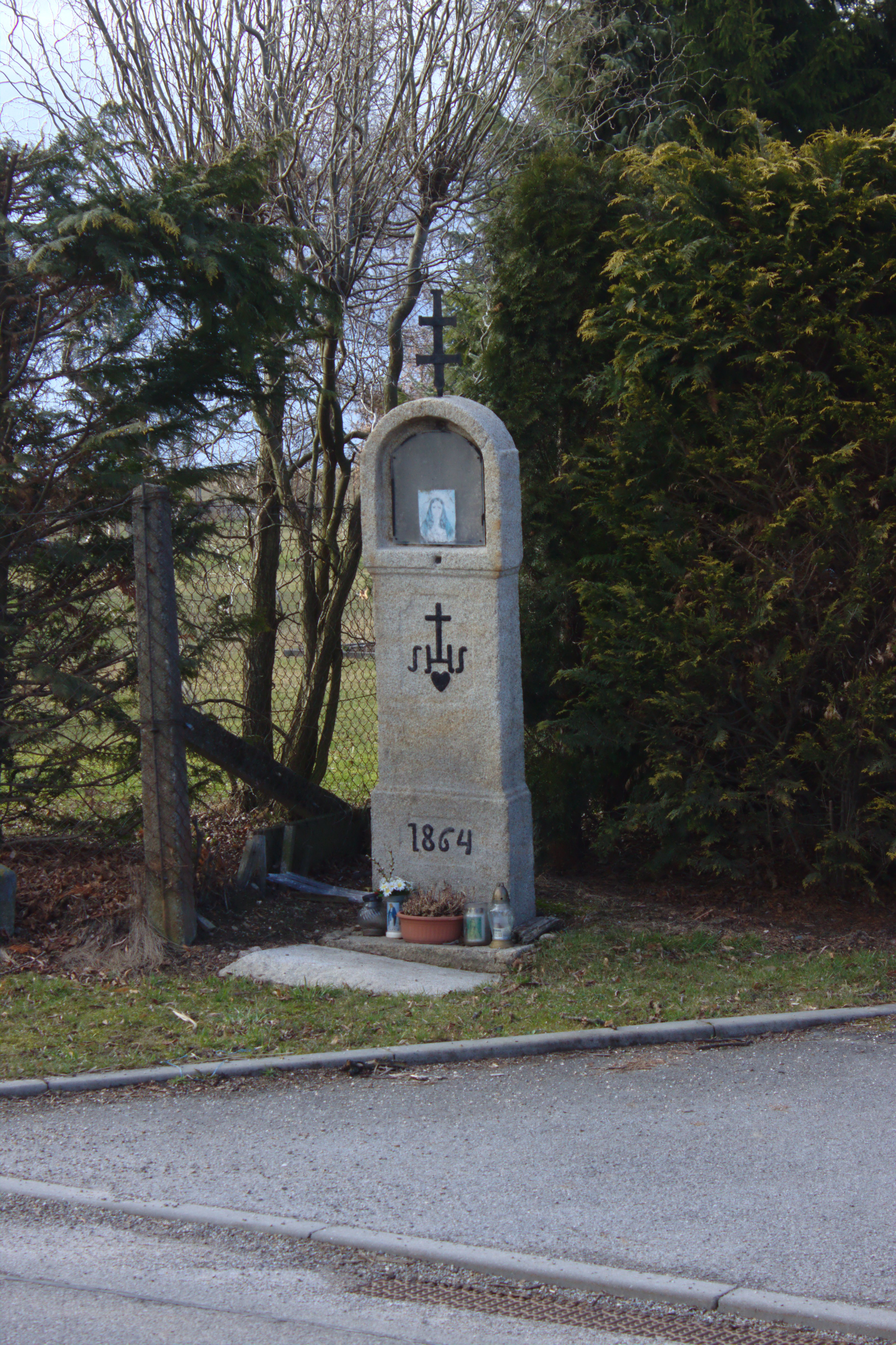
Boží muka